# Išeevka
Išeevka (in russo Ише́евка?) è un villaggio operaio della Russia europea, situato nell'oblast' di Ul'janovsk. È il centro amministrativo del rajon Ul'janovskij.
Si trova 7 km a nord di Ul'janovsk, sulla riva destra del fiume Svijaga.